# Syrus Shahidi
Syrus Shahidi, né le 3 août 1989, est un acteur français. Il est principalement connu pour son rôle d'Antoine dans la série télévisée Plan cœur sur la plateforme Netflix.

## Biographie
Syrus Shahidi est né le 3 août 1989 d'un père iranien, réfugié politique arrivé en France après la révolution islamique, et d'une mère italo-roumaine.
Il grandit à Paris et fait du judo en compétition. Il quitte les tatamis à la suite de blessures pour travailler pour le magazine Citizen K International de 2008 à 2011. Finalement, il change de voie et intègre l'école de théâtre de Colette Louvois, puis les cours Morgan en 2012.

## Carrière
En 2014, il joue ses premiers rôles au cinéma dans Une rencontre de Lisa Azuelos et dans 24 Jours d'Alexandre Arcady. En 2015, il joue dans le film Une histoire de fou réalisé par Robert Guédiguian,.
En 2017, il rejoint le casting du film Blockbuster de July Hygreck dans lequel il interprète Jérémy.

## Filmographie

### Cinéma
- 2014 : Une rencontre de Lisa Azuelos : un ami de Julien
- 2014 : 24 Jours d'Alexandre Arcady : Ilan Halimi
- 2015 : L'Affaire SK1 de Frédéric Tellier : Marco
- 2015 : Une histoire de fou de Robert Guédiguian : Aram Alexandrian, le fils d'Anouch et Hovannes
- 2018 : Blockbuster de July Hygreck : Jérémy
- 2019 : Gloria Mundi de Robert Guédiguian : le client
- 2020 : Amare Amaro de Julien Paolini : Gaetano
- 2022 : Belle et Sébastien : Nouvelle Génération de Pierre Coré : Gas
- 2022 : Karmapolice de Julien Paolini : Angelo
- 2022 : I Love America  de Lisa Azuelos : Jules
- 2022 : Shukran de Pietro Malegori : Marwan
- 2025 : Avec ou sans enfants ? d'Elsa Blayau : Pio

### Télévision

#### Séries télévisées
- 2018–2022 : Plan cœur de Noémie Saglio et Julien Teisseire : Antoine Ben Smires (14 épisodes)
- 2020 : Mytho d'Anne Berest et Fabrice Gobert : Anton (2 épisodes)
- 2024 : Les Invisibles :  Driss (saison 4, épisode 1)
- 2025 : A Priori de David Chamak et Olivier Chapelle : Ryem Bouazi

### Clip
- 2017 : Back For More de Feder featuring Daelcom

## Distinctions

### Nominations
- 2015 : Nommé dans la catégorie de la révélation de l'année au Festival de Cannes 2015[7]
- 2015 : Séance spéciale[Quoi ?] avec l'équipe du film Une histoire de fou au Festival de Cannes 2015